# Parti János
Parti János (Budapest, 1932. október 24. – Budapest, 1999. március 6.) az első magyar olimpiai bajnok kenus, edző.

## Sportpályafutása
A sportolást jégkorongozóként kezdte, gyorskorcsolyázóként folytatta, majd tizenhét évesen lett a Városi Tanács SK, illetve a Budapesti Petőfi kenusa. 1952-től 1963-ig szerepelt a magyar válogatottban. Kiemelkedő eredményeit a kenu egyes különböző távjain érte el. Tízezer méteren három egymást követő Európa-bajnokságon nyert aranyérmet. Három olimpián vett részt és mindhármon érmes helyezést ért el. Az 1960-ban Rómában ezer méteres távon olimpiai bajnoki címet szerzett. Az aktív sportolástól 1965-ben vonult vissza.
Az 1952-53-as szezonban a VM Vendéglátó csapatában jégkorongozott az első osztályban.

### Sporteredményei
Kenu egyesben:
- olimpiai bajnok 
  - 1960, Róma: 1000 m
- kétszeres olimpiai 2. helyezett 
  - 1952, Helsinki: 1000 m
  - 1956, Melbourne: 10 000 m
- világbajnok:
  - 1954, Mâcon: 1000 m
- világbajnoki 4. helyezett:
  - 1958, Prága: 1000 m
- háromszoros Európa-bajnok:
  - 1957, Gand: 10 000 m
  - 1959, Duisburg: 10 000 m
  - 1961, Poznań: 10 000 m
- Európa-bajnoki 2. helyezett:
  - 1959, Duisburg: 1000 m
- Európa-bajnoki 4. helyezett:
  - 1957, Gand: 1000 m
- tizenkilencszeres magyar bajnok:
  - egyes, 500 m: 1959, 1960
  - egyes, 1000 m: 1952, 1958, 1959, 1960
  - egyes, 10 000 m: 1953, 1955, 1958, 1959, 1960, 1961
  - 4 × 500 m váltó: 1957, 1958, 1959, 1960, 1961, 1964

## Edzői pályafutása
1963-ban a Testnevelési Főiskolán kajak–kenu mesteredzői, 1968-ban az Eötvös Loránd Tudományegyetemen jogi oklevelet szerzett. 1962-től 1970-ig a Sporthajóépítő Vállalat igazgatója és csónaktervezője, 1970-től 1977-ig hajóépítő kisiparos volt. 1960-ban a Magyar Testnevelési és Sport Tanács (MTST) tagjának nevezték ki. 1963 decemberétől a Magyar Testnevelési és Sportszövetség országos tanácsának tagja lett. 1955-től 1970-ig a Városi Tanács SK, a Budapesti Petőfi, illetve a Budapest SE, majd 1971-től 1977-ig a Budapesti Honvéd edzője volt. 1977-től a magyar kajak–kenu válogatott szövetségi kapitányává nevezték ki. Irányítása alatt Magyarország a sportág síkvízi szakágában a világ egyik legeredményesebb nemzete lett. Az 1988. évi szöuli olimpia után nyugalomba vonult. Nyugdíjasként az iráni és a kanadai kajak–kenu válogatott szaktanácsadója, illetve a magyar maratoni kajak–kenuzás instruktora volt. 1992-ben pályázott a Magyar kajak-kenu Szövetség elnöki posztjára. Ekkor alelnök lett (1992–1997).

## Családja
Első felesége Szabó Ágnes Európa-bajnoki ezüstérmes kosárlabdázó volt.

## Díjai, elismerései
- A Magyar Népköztársaság Kiváló Sportolója (1954)[3]
- A Magyar Népköztársaság Érdemes Sportolója (1955)[4]
- Mesteredző (1963)
- Ifjúsági díj (1987)
- A Magyar Népköztársaság csillagrendje (1988)
- MOB Olimpiai aranygyűrű (1995)
- A Magyar Köztársasági Érdemrend tisztikeresztje (1996)